# Paremata
Paremata  est une banlieue de la ville de Porirua, située dans l’extrémité sud de l’île du Nord de la Nouvelle-Zélande.

## Situation
Elle est localisée sur la côte de la mer de Tasman, en direction du nord par rapport à la capitale Wellington.

## Toponymie
La banlieue moderne située juste au sud de la ville de Plimmerton, tire son nom des « Paremata Barracks » érigées sur la berge nord du port de Porirua (en) en 1846, car l’Empire britannique était inquiet à propos du comportement des tribus locales des Ngati Toa sous la direction de leur leader Te Rauparaha.
Les baraquements en pierres furent largement détruits par le tremblement de terre de 1847.

## Histoire coloniale
La compagnie Wellington and Manawatu Railway (en) construisit une station du chemin de fer à proximité, vers la fin du XIXe siècle. 
En 1936, un pont routier barra finalement l’entrée de la crique de Pauatahanui, facilitant l’accès à Wellington pour les habitants des banlieues en croissance rapide.
Après la construction de la route de la côte entre la baie de Pukera et Paekakariki située plus loin au nord, la route à travers le secteur de Paremata devint une partie de l'Highway 1.
Plus tard, les aménagements pour diminuer la congestion du secteur comptent le rond-point de Paremata juste au sud du pont routier, réduisant certaines des angoisses qui étaient causées occasionnellement par ce qui était connu comme Glass Corner.
Les gares de chemin de fer de Paremata (en) et celle de Mana (en) furent construites dans ce secteur.
Durant la Seconde Guerre mondiale, des soldats américains furent stationnés sur un terrain qui plus tard devint le Domaine de Ngatitoa.

## Histoire récente
Avec la construction de la nouvelle gare de Paremata (en) au travers de la crique, la localité au sud de la route et du pont du chemin de fer prit aussi le nom de Paremata. 
La rue qui longe le bord de la côte est connue comme The Crescent depuis des décades, mais à la fin du XXe siècle, elle fut renommée Paremata Crescent.
La zone vers le nord, qui inclut une subdivision appelée Dolly Varden (d’après un personnage de Charles Dickens), est maintenant appelée Mana à cause de la nouvelle gare de Mana (en), située un peu plus au nord qui lui donna son nom, probablement parce que c’est le premier point pour un voyageur qui se dirige vers le nord pour avoir un point de vue sur l’île Mana.
Actuellement, les cartes identifient la zone au nord de la route et du pont de chemin de fer comme Mana et la zone vers le sud comme Paremata, associant le nom de la station du chemin de fer et des rues.
Au début du XXIe siècle, plusieurs membres de la tribu des Ngati Toa ont servi dans le Conseil de la cité de Porirua et l’ensemble des localités autour de Ngatitoa Domain, qui est devenu une banlieue active et une base notable pour la pêche avec des maisons et des commerces.
Une nouvelle banlieue, nommée Papakowhai, a grossi sur les pentes des collines vers le sud alors que l’importante banlieue de Whitby s’est développée vers l’est, avec son accès principal via la route SH58 à partir du rond-point de Paremata.
En août 2004, un nouveau pont routier fut ouvert pour le trafic routier, permettant aux voitures allant vers le sud d’utiliser les deux voies de l’ancien pont.
C’est une partie du projet en cours de Transit New Zealand (en) pour résoudre la congestion des sorties de la ville et améliorer la sécurité des usagers pour accéder à la route SH1 à partir des routes latérales et des voies d’accès. 
Vers juillet 2006, une série de feux de circulation ont été installées le long de Mana Esplanade, ainsi que deux voies de transit.
Un second rond-point a été construit sur la route SH58 pour faciliter l'accès à Whitby.